# Mito Isaka
Mito Isaka (井坂 美都, Isaka Mito, Saitama, 25 januari 1976) is een voormalig Japans voetbalster.

## Carrière
Isaka nam met het Japans vrouwenvoetbalelftal deel aan de Wereldkampioenschappen in 1999. Japan werd uitgeschakeld in de groepsfase met de Canada, Rusland en Noorwegen. Daar stond zij in alle drie de wedstrijden van Japan opgesteld.

## Statistieken
| Japans vrouwenvoetbalelftal | Japans vrouwenvoetbalelftal | Japans vrouwenvoetbalelftal |
| Jaar                        | Wed.                        | Dlp.                        |
| --------------------------- | --------------------------- | --------------------------- |
| 1997                        | 1                           | 0                           |
| 1998                        | 6                           | 3                           |
| 1999                        | 14                          | 5                           |
| 2000                        | 5                           | 0                           |
| 2001                        | 11                          | 7                           |
| 2002                        | 9                           | 0                           |
| Totaal                      | 46                          | 15                          |